# Stazioni della metropolitana di Palma di Maiorca
Questo è l'elenco delle stazioni della metropolitana di Palma di Maiorca, comprensivo di quelle aperte, in costruzione e in progettazione.

## Stazioni aperte
Le tabelle indicano il nome di ogni stazione, la o le linee su cui è ubicata, il comune in cui si trova, la data della prima apertura, la tipologia e gli eventuali interscambi.

### C
| Stazione       | Linea | Comune           | Data apertura  | Tipologia   | Interscambi | Servizi   |
| -------------- | ----- | ---------------- | -------------- | ----------- | ----------- | --------- |
| Camí dels Reis |       | Palma di Maiorca | 25 aprile 2007 | Sotterranea |             | Ascensore |

### G
| Stazione       | Linea | Comune           | Data apertura  | Tipologia   | Interscambi | Servizi   |
| -------------- | ----- | ---------------- | -------------- | ----------- | ----------- | --------- |
| Gran Vía Asima |       | Palma di Maiorca | 25 aprile 2007 | Sotterranea |             | Ascensore |

### J
| Stazione         | Linea | Comune           | Data apertura                | Tipologia   | Interscambi | Servizi   |
| ---------------- | ----- | ---------------- | ---------------------------- | ----------- | ----------- | --------- |
| Jacint Verdaguer |       | Palma di Maiorca | 25 aprile 2007 13 marzo 2013 | Sotterranea |             | Ascensore |

### M
| Stazione | Linea | Comune   | Data apertura | Tipologia     | Interscambi | Servizi |
| -------- | ----- | -------- | ------------- | ------------- | ----------- | ------- |
| Marratxí |       | Marratxí | 23 marzo 2013 | In superficie |             |         |

### P
| Stazione             | Linea | Comune           | Data apertura                | Tipologia     | Interscambi | Servizi                                                     |
| -------------------- | ----- | ---------------- | ---------------------------- | ------------- | ----------- | ----------------------------------------------------------- |
| ParcBit              |       | Palma di Maiorca | 3 luglio 2025                | In superficie | ?           | ?                                                           |
| Plaza de España      |       | Palma di Maiorca | 25 aprile 2007 13 marzo 2013 | Sotterranea   |             | Ascensore · Parcheggio · Ufficio informazioni metropolitana |
| Polígono de Marrachí |       | Marratxí         | 13 marzo 2013                | In superficie |             |                                                             |
| Puente de Inca       |       | Marratxí         | 13 marzo 2013                | In superficie |             |                                                             |
| Puente de Inca Nuevo |       | Marratxí         | 13 marzo 2013                | In superficie |             | Parcheggio                                                  |

### S
| Stazione              | Linea | Comune           | Data apertura                | Tipologia     | Interscambi | Servizi                |
| --------------------- | ----- | ---------------- | ---------------------------- | ------------- | ----------- | ---------------------- |
| Son Castelló          |       | Palma di Maiorca | 25 aprile 2007               | Sotterranea   |             | Ascensore              |
| Son Cladera/Es Vivero |       | Palma di Maiorca | 16 giugno 2014               | In superficie |             |                        |
| Son Costa/Son Fortesa |       | Palma di Maiorca | 25 aprile 2007 13 marzo 2013 | Sotterranea   |             | Ascensore              |
| Son Fuster            |       | Palma di Maiorca | 13 marzo 2013                | Sotterranea   |             | Parcheggio             |
| Son Fuster Vell       |       | Palma di Maiorca | 25 aprile 2007               | Sotterranea   |             | Ascensore              |
| Son Sardina           |       | Palma di Maiorca | 25 aprile 2007               | In superficie |             | Ascensore · Parcheggio |

### U
| Stazione | Linea | Comune           | Data apertura  | Tipologia   | Interscambi | Servizi   |
| -------- | ----- | ---------------- | -------------- | ----------- | ----------- | --------- |
| UIB      |       | Palma di Maiorca | 25 aprile 2007 | sotterranea |             | Ascensore |

### V
| Stazione        | Linea | Comune           | Data apertura | Tipologia     | Interscambi | Servizi |
| --------------- | ----- | ---------------- | ------------- | ------------- | ----------- | ------- |
| Virgen de Lluch |       | Palma di Maiorca | 13 marzo 2013 | In superficie |             |         |